# 利涅尔 (奥布省)
利涅尔（法語：Lignières，法語發音：[liɲɛʁ]）是法国奥布省的一个市镇，属于特鲁瓦区。

## 地理
利涅尔（47°57'7"N, 3°57'59"E）面积25.79 平方千米，位于法国大東部大區奥布省，该省份为法国中北部省份，北起马恩省，西接塞纳-马恩省，西南至约讷省，东南至科多尔省，东临上马恩省。
与利涅尔接壤的市镇（或旧市镇、城区）包括：贝尔农、谢西莱普雷、库斯格雷、马罗勒苏利涅尔、舍内、莫洛姆、特龙舒瓦。

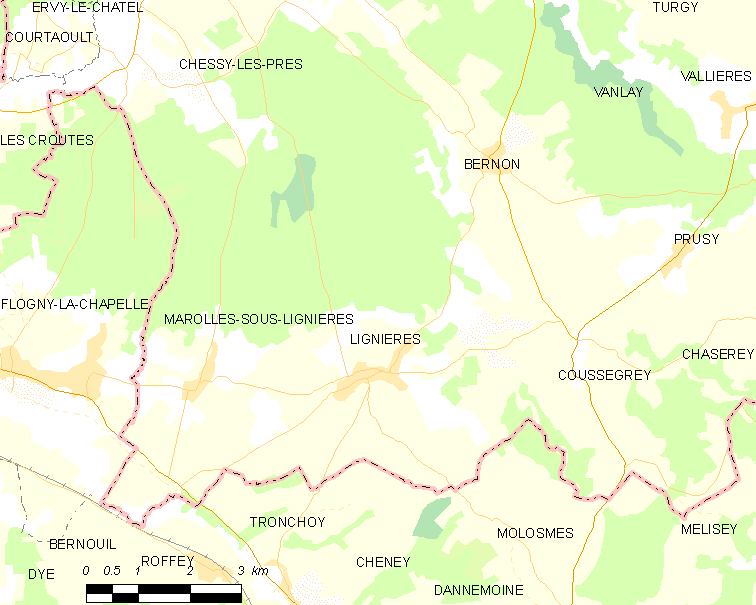
的OSM定位图

利涅尔的时区为UTC+01:00、UTC+02:00（夏令时）。

## 行政
利涅尔的邮政编码为10130，INSEE市镇编码为10196。

## 政治
利涅尔所属的省级选区为莱里塞县。

## 人口

1962-2008年间人口变化图示

利涅尔于2022年1月1日时的人口数量为222人。